# اتا اژدها
اتا اژدها یک ستاره است که در صورت فلکی اژدها قرار دارد.